# Regno suebo

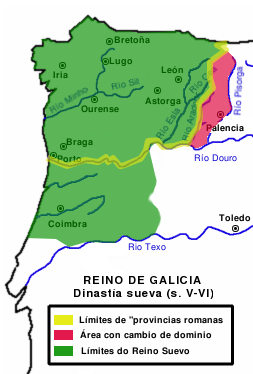
Regno suebo in Galizia ed in Lusitania. Vi furono momenti in cui il regno si spinse a sud del fiume Tago fino all'Algarve

Il Regno suebo fu il primo regno a separarsi dall'Impero romano e a battere moneta. Situato in Galizia ed in Lusitania settentrionale, venne creato nel 410 e scomparve nel 584, dopo un secolo di lento declino. Fu meno esteso del Regno ostrogoto d'Italia o di quello visigoto della Spagna romana, e non acquisì mai una forte rilevanza politica. Dopo che il regno venne conquistato dai Visigoti nel 585, Braulione di Saragozza descrisse la regione come "l'estremo occidente di uno stato illetterato dove non si sente altro che venti tempestosi".
La storiografia della Galizia sueba è stata a lungo emarginata nella cultura spagnola; venne lasciato ad uno studioso tedesco il compito di scrivere la prima relazione sui Suebi della Galizia, come ammise lo stesso storico Xoán Bernárdez Vilar.

## Origini
Poco è noto sugli Svevi che avevano attraversato il Reno il 31 dicembre 406 invadendo l'Impero romano. È stato speculato che questi Svevi andrebbero identificati con i Quadi, che in fonti anteriori sono menzionati come residenti a nord del medio corso del Danubio, nelle odierne Bassa Austria e Slovacchia occidentale, e che avevano giocato una parte importante nelle guerre marcomanniche del II secolo, quando, insieme ai Marcomanni, avevano combattuto valorosamente contro i Romani condotti dall'imperatore Marco Aurelio. La ragione principale per cui identificare gli Svevi con i Quadi è il contenuto della lettera scritta da Sofronio Eusebio Girolamo e indirizzata a Ageruchia, in cui vengono elencati gli invasori che avevano invaso la Gallia nel 406, in cui vengono menzionati i Quadi ma non gli Svevi. Questa teoria, tuttavia, è basata solamente sul fatto che nelle fonti la scomparsa di ogni riferimento dei Quadi è seguita dall'emergenza degli Svevi, e contrastano con la testimonianza di altri autori coevi, come Orosio che cita gli Svevi tra gli invasori del Reno nel 406, e che li cita insieme ai Quadi, Marcomanni, Vandali e Sarmati in un altro brano. Autori del VI secolo identificarono gli Svevi di Galizia con gli Alamanni, o semplicemente con Germani, mentre il Laterculus Veronensis del IV secolo menziona alcuni Svevi che agivano in cooperazione con Alamanni, Quadi, Marcomanni e altri popoli germanici.

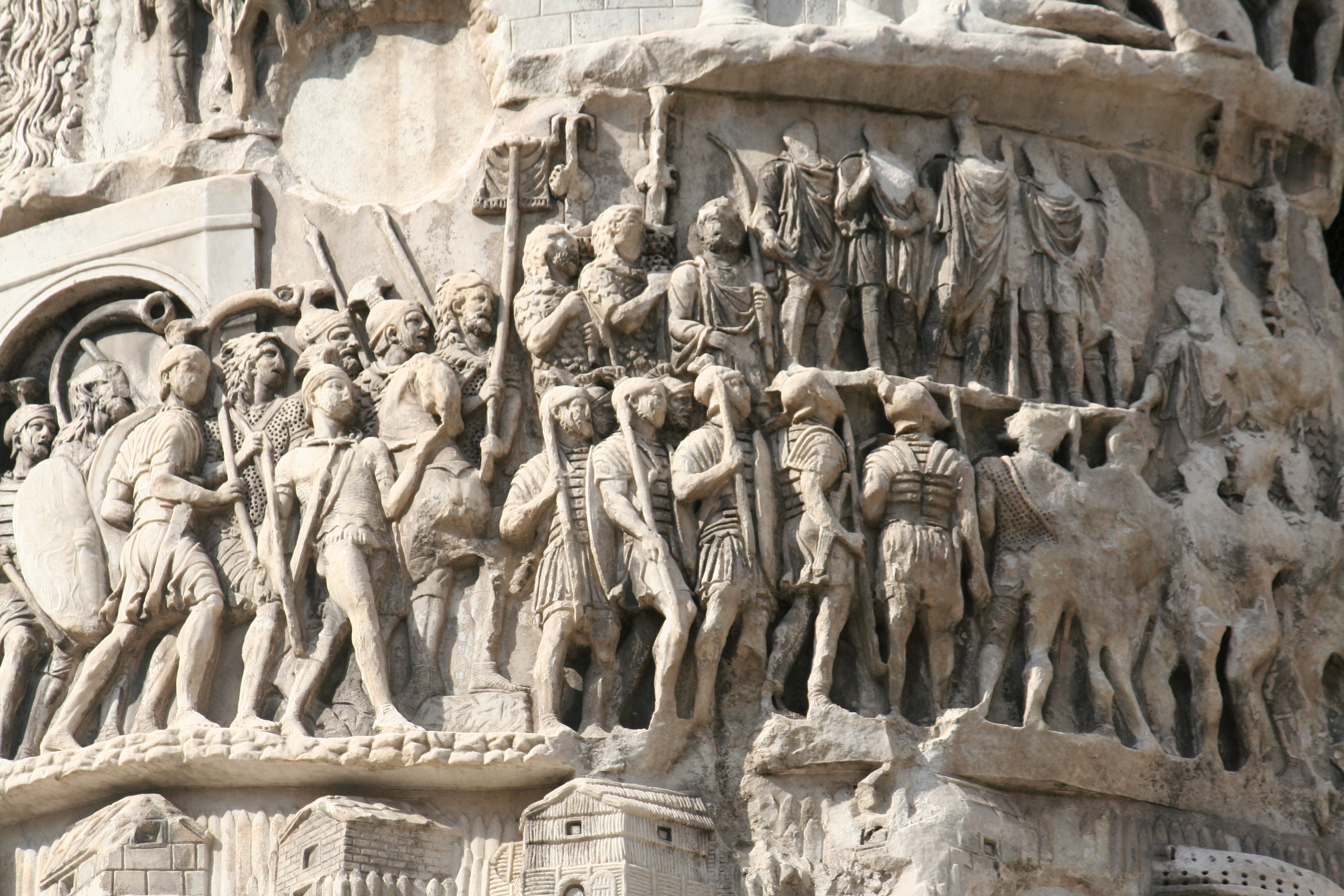
Dettaglio della colonna di Marco Aurelio, costruita durante il regno di questo imperatore in occasione del trionfo ottenuto, tra le altre popolazioni, su Marcomanni e Quadi nel 176. Piazza Colonna (Roma).

Inoltre è stato notato che la mancanza di ogni menzione agli Svevi potrebbe indicare che non erano di per sé un antico gruppo etnico distinto, ma piuttosto il risultato di una recente etnogenesi, in cui molti gruppi più piccoli -tra cui anche parte dei Quadi e dei Marcomanni- si unirono nel corso della migrazione dalla valle del Danubio fino alla penisola iberica., come del resto già aveva fatto notare Tacito poco più di tre secoli prima, riferendosi alle popolazioni della Germania del nordː 
(Publio Cornelio Tacito, De origine et situ Germanorum, 38)
Altri gruppi di Svevi sono menzionati da Giordane e da altri storici come residenti nelle regioni del Danubio durante il V e il VI secolo.
Anche se non c'è chiaramente nessuna ragione documentata per cui essi avrebbero deciso di migrare nel 406, la teoria che ha ricevuto il maggior consenso è che l'invasione del 406 sarebbe dovuta all'espansione verso occidente degli Unni verso la fine del IV secolo, che, minacciando numerose popolazioni barbariche, li avrebbe spinti ad invadere l'Impero, pur di non finire sotto l'egemonia degli Unni. Andrebbe notato che questa teoria non viene accettata da tutti gli studiosi, a causa dell'assenza di ogni sostegno documentario veramente convincente.
Che fossero stati spinti dagli Unni o no, in ogni caso, gli Svevi, insieme ai Vandali e agli Alani, attraversarono il Reno il 31 dicembre 405 o 406. La loro entrata nell'Impero romano avvenne in un momento in cui l'Occidente romano stava subendo una serie di invasioni e di guerre civili; tra il 405 e il 406, le regioni occidentali dell'Impero ebbero esperienza dell'invasione dell'Italia da parte dei Goti di Radagaiso, come anche una serie di usurpazioni. La debolezza dell'Impero in quel frangente permise ai barbari di invadere la Gallia senza trovare grossa resistenza, devastando considerevolmente nelle province settentrionali di Germania Inferiore, Belgica Prima, e Belgica Secunda prima che l'Impero li considerasse una minaccia concreta. In risposta all'invasione barbarica della Gallia, l'usurpatore britannico Costantino III, invase la Gallia e si assunse l'incarico di difenderla da Vandali, Alani, e Svevi, che rimasero confinati dall'offensiva dell'usurpatore nelle province settentrionali della Gallia. Ma nella primavera del 409, Geronzio condusse una rivolta in Hispania e nominò un nuovo usurpatore, Massimo. Costantino, che era stato recentemente elevato al titolo di Augusto, partì per la Spagna per porre fine alla rivolta. Geronzio rispose sobillando i barbari in Gallia contro Costantino, spingendoli di nuovo a migrare più a sud, e, nel settembre del 409 i Vandali, gli Alani e gli Svevi attraversarono i Pirenei cominciando l'invasione della Spagna.

## Insediamenti ed integrazione
La guerra civile insorta nella penisola iberica tra le armate di Costantino e quelle di Geronzio fece sì che la difesa dei passi dei Pirenei venisse negletta, rendendo la Gallia meridionale e la penisola iberica vulnerabile a un attacco dei Barbari. Idazio attesta che il passaggio dei Vandali, Alani e Svevi nella penisola iberica avvenne o il 28 settembre o il 12 ottobre 409. Alcuni studiosi ritengono che le due date siano rispettivamente l'inizio e la fine dell'attraversamento dei Pirenei, poiché l'attraversamento di una così formidabile barriera deve senz'altro aver impiegato almeno alcuni giorni. Idazio scrive che all'entrata in Spagna gli invasori barbari —e persino gli stessi soldati romani— trascorsero gli anni 409–410 nel saccheggio di cibo e beni dalle città e dalle campagne, provocando una grave carestia che, a dire di Idazio, provocò gravi atti di cannibalismo tra le popolazioni locali. Nel 411 gli invasori decisero per la pace e si spartirono tra di loro le province della Hispania per sorte, “per sorteggio”. Molti studiosi ritengono che il riferimento a sorte potrebbe alludere ai sortes, “alloggiamenti”, che i federati barbari ricevevano dal governo romano, il che suggerisce che gli Svevi e gli altri invasori avevano stretto un trattato di alleanza con il governo di Massimo. Non c'è, tuttavia, nessuna concreta evidenza di un trattato tra Romani e Barbari: Idazio non menziona mai alcun trattato, e afferma che la pace nel 411 sarebbe stata opera della compassione del Signore, mentre Orosio asserisce che i re dei Vandali, Alani e Svevi stavano attivamente negoziando un trattato simile a quello dei Visigoti a una data ben posteriore. La divisione delle terre tra le quattro popolazioni barbariche andarono come segue: i Vandali Silingi si insediarono in Betica, gli Alani si stabilirono nelle province di Lusitania e Cartaginense, mentre Vandali Asdingi e Svevi condivisero la parte nord-occidentale della Galizia.
La spartizione della Galizia tra Svevi e Vandali Asdingi assegnò agli Svevi la parte occidentale della provincia, quelle costeggiate dall'Oceano Atlantico, molto probabilmente nelle terre comprese tra le città di Porto in Portogallo, nel sud, e Pontevedra in Galizia, nel nord. Presto Braga sarebbe diventata la loro capitale, e gli Svevi si sarebbero espansi impadronendosi di Astorga, della regione di Lugo e nella valle del fiume Minho, con nessuna evidenza che indichi che gli Svevi si fossero insediati in altre città della provincia anteriormente al 438. La relazione iniziale tra gli Svevi e la popolazione locale non era stata così calamitosa come è stato talvosta suggerito, in quanto Idazio non menziona nessuna guerra o conflitto con le popolazioni locali tra il 411 e il 430. Inoltre, Orosio sosteneva che gli invasori riposero le loro spade nei foderi una volta ricevute le loro nuove terre.
Basandosi sull'analisi di alcuni toponimi, è stato proposto che un altro gruppo germanico accompagnò i Suebi insediandosi in Galizia, i Buri, che avrebbero occupato la regione tra i fiumi Cávado e Homem, nella zona nota come Terras de Bouro (Terra dei Buri).
Dal momento che i Suebi adottarono quasi subito la locale lingua ibero-romanza, sono rimaste poche tracce della lingua germanica parlata in precedenza. Sono rimaste alcune influenze sulla lingua galiziana e sulla lingua portoghese, come lawerka in portoghese o laverca in galiziano (sinonimi di cotovia - Alaudidi).

## Regno pagano

### Re Ermerico
Nel 416, i Visigoti entrarono nella penisola iberica, inviati dall'imperatore romano d'Occidente per annientare i barbari insediatesi in quei territori nel 409. Entro il 418, i Visigoti, condotti dal loro re Wallia, avevano annientato sia i Vandali Silingi che gli Alani, lasciando i Vandali Asdingi e gli Suebi, che non furono attaccati da Wallia, come le due forze rimanenti nella penisola iberica. Nel 419, dopo la partenza dei Visigoti di Wallia per insediarsi nelle loro nuove terre in Aquitania, sorse un conflitto tra i Vandali di re Gunderico e gli Svevi di re Ermerico. Entrambi gli eserciti si scontrarono tra di loro presso le montagne Nerbasio, ma l'intervento delle truppe romane condotte dal comes Hispaniarum Asterio interruppe il conflitto, attaccando i Vandali e costringendoli a migrare in Betica, nella moderna Andalusia, lasciando gli Svevi come possessori virtuali dell'intera provincia.
Nel 429, mentre i Vandali si stavano preparando per l'invasione dell'Africa, un condottiero svevo di nome Ermigario si mosse in Lusitania per saccheggiarlo, ma fu fronteggiato dal nuovo re vandalo Genserico. Eremigario annegò nel fiume Guadiana mentre si ritirava; questa è la prima attestazione nelle fonti di un'azione armata sveva oltre i limiti provinciali della Galizia. Dopo la partenza dei Vandali per l'Africa, gli Svevi erano l'unica popolazione barbara rimasta in Hispania.
Re Ermerico trascorse gli ultimi anni del suo regno consolidando la dominazione sveva sull'intera provincia di Galizia. Nel 430 ruppe l'antica pace con le popolazioni locali, saccheggiando la Galizia centrale, anche se le popolazioni locali, che stavano rioccupando antichi forti collinari risalenti all'Età del ferro, riuscirono ad ottenere una nuova pace, che fu sancita con l'interscambio di prigionieri; comunque nuove ostilità scoppiarono nel 431 e nel 433. Nel 433 re Ermerico inviò un vescovo locale, Sinfosio, come ambasciatore, e questa è la prima attestazione nelle fonti di collaborazione tra Svevi e popolazioni locali. In ogni modo, fu non prima del 438 che una duratura pace, che sarebbe durata per circa un ventennio, fu raggiunta nella provincia.

### Re Rechila

Le conquiste di re Rechila (438-448).

Nel 438 Ermerico si ammalò. Avendo annesso l'intera provincia romana di Galizia, ratificò la pace con la locale popolazione ispanico-romana, e abdicò in favore del figlio Rechila. Rechila attuò fin dall'inizio una politica espansionistica volta a condurre sotto il controllo svevo l'intera penisola iberica. Nello stesso anno condusse una campagna in Betica, sconfiggendo in uno scontro aperto il Romanae militiae dux Andevoto sulle rive del fiume Genil, conquistando un ampio bottino. Un anno dopo, nel 439, gli Svevi invasero la Lusitania ed entrarono nella sua capitale, Mérida, che per un breve periodo divenne la nuova capitale del loro regno. Rechila continuò la sua politica espansionistica, e nel 440 assediò con successo e costrinse alla resa un ufficiale romano, il conte Censorio, nella città strategica di Mértola. L'anno successivo, nel 441, le armate di Rechila conquistarono Siviglia, alcuni mesi dopo il decesso del vecchio re Ermerico, che aveva regnato per più di trent'anni. Con la conquista di Siviglia, capitale della Betica, gli Svevi riuscirono a condurre sotto il loro controllo la Betica e la Cartaginense. Secondo alcuni studiosi, tuttavia, la conquista sveva di Betica e Cartaginense fu limitata a incursioni di saccheggio, e la presenza sveva era minuta.
Nel 446, i Romani inviarono nelle province di Betica e Cartaginense il magister utriusque militiae Vito, che, assistito da un ingente numero di Goti, tentò di sottomettere gli Svevi e ripristinare l'amministrazione imperiale in Hispania. Rechila marciò per scontrarsi con i Romani, e dopo aver sconfitto i Goti, volse in fuga Vito; non furono intrapresi ulteriori tentativi da parte dell'Impero di recuperare la Hispania. Nel 448, Rechila perì da pagano, lasciando la corona al figlio Rechiaro che si era convertito al cattolicesimo.

### Re Rechiaro
Rechiaro, un cristiano cattolico, divenne re degli Svevi nel 448, divenendo uno dei primi re romano-barbarici cristiani cattolici, e il primo a far battere monete a proprio nome. Alcuni studiosi ritengono che il coniare monete a proprio nome era un segno dell'autonomia sveva, essendo l'uso di battere moneta a proprio nome nel tardo Impero una dichiarazione di indipendenza. Intendendo proseguire le campagne di conquista dei suoi predecessori, Rechiaro fu artefice di numerose audaci mosse politiche nel corso del suo regno. La prima fu il matrimonio con la figlia del re dei Goti Teodorico I nel 448, per migliorare le relazioni tra i due popoli. Condusse inoltre numerose campagne a fini di saccheggio in Vasconia, Saragozza e Lleida, nella Tarraconense (nel nord-est della penisola, dal Mediterraneo al Golfo di Biscaglia, che era ancora sotto la dominazione romana) talvolta agendo in coalizione con i Bagaudi locali (separatisti locali ispano-romani). In Lleida catturò inoltre numerosi prigionieri, che furono deportati in Galizia e Lusitania. Roma quindi inviò ambasciatori agli Svevi, ottenendo alcune condizioni, ma nel 455 gli Svevi saccheggiarono la Cartaginense che avevano restituito qualche tempo prima a Roma. In risposta, il nuovo Imperatore Avito e i Visigoti inviarono un'ambasceria congiunta, che rammentava che la pace stabilita con Roma era anche garantita dai Goti. Ma Rechiaro lanciò due nuove campagne in Tarraconense, nel 455 e nel 456, ritornando in Galicia con un ingente numero di prigionieri.
L'Imperatore Avito rispose agli attacchi di Rechiaro nell'autunno del 456, inviando il re dei Visigoti Teodorico II oltre i Pirenei e in Galizia, alla testa di un'ingente armata di foederati che comprendeva anche i Burgundi dei re Gundioco e Ilperico. Gli Svevi mobilizzarono il loro popolo ed entrambi gli eserciti si scontrarono il 5 ottobre, presso il fiume Órbigo nei pressi di Astorga. I Goti di Teoderico II, combattendo dalla destra, sconfissero gli Svevi. Mentre molti degli Svevi furono uccisi nel corso della battaglia, e molti altri furono catturati, molti riuscirono a fuggire. Re Rechiaro fuggì in direzione della costa, inseguito dall'esercito goto, che espugnò e saccheggiò Braga il 28 ottobre. Re Rechiaro fu catturato poco tempo dopo, a Porto, mentre tentava di imbarcarsi, e venne giustiziato a dicembre. Dopo l'esecuzione di Rechiaro, Teodorico continuò la sua guerra con gli Svevi per tre mesi, ma nell'aprile 459 ritornò in Gallia allarmato dai movimenti politici e militari del nuovo Imperatore, Maggioriano, e del magister militum Ricimero —che per metà era Svevo— mentre i suoi alleati e il resto dei Goti saccheggiarono Astorga, Palencia e altri luoghi, mentre si ritiravano in direzione dei Pirenei.

### Re in competizione
Nel 456, Rechiaro morì dopo essere stato sconfitto dal re visigoto Teodorico II, e la gloria sueba iniziò a scemare. Il regno suebo venne schiacciato nell'ostile angolo nord-occidentale, e nacquero divisioni politiche lungo il fiume Minius (Miño) con due diversi re che comandavano sui due lati del fiume. Nel 456, Aiulfo divenne re degli Svevi. Le origini dell'ascesa di Aiulfo non sono chiare: secondo Idazio Aiulfo era un disertore goto, mentre per Giordane era un Warni assunto da Teodorico per governare la Galizia, e che fu persuaso dagli Svevi in questa avventura. In ogni modo, fu ucciso a Porto nel giugno 457, ma la sua rivolta insieme alle azioni militari di Maggioriano contro i Visigoti alleggerirono la pressione sugli Svevi.
Nel 456, nello stesso anno dell'esecuzione di Rechiaro, Idazio affermò che “gli Svevi nominarono Maldraso come loro re.” Questa affermazione suggerisce che gli Svevi in quanto popolo avevano voce nella selezione di un nuovo re. L'elezione di Maldraso avrebbe condotto a uno scontro intestino tra gli Svevi, in quanto alcuni decisero di nominare un altro re, di nome Framta, che perì appena un anno dopo. Entrambe le popolazioni cercarono la pace con le popolazioni locali.
Nel 458 i Goti inviarono di nuovo un'armata in Hispania, che arrivò in Betica a luglio, privando gli Svevi di questa provincia. Questo esercito sarebbe rimasto nella penisola iberica per alcuni anni.
Nel 460 Maldraso fu ucciso, dopo un regno di quattro anni nel corso dei quali aveva saccheggiato Svevi e Romani, in Lusitania e nell'estremo meridionale della Galizia lungo la valle del fiume Douro. Nel frattempo, gli Svevi nel nord scelsero un altro comandante, Ricimondo, che saccheggiò la Galizia nel 459 e 460. In quello stesso anno fu espugnata la città fortificata di Lugo, che era ancora sotto l'autorità di un ufficiale romano. La reazione visigota fu inviare un'armata per punire gli Svevi nelle vicinanze della città, ma la loro campagna fu rivelata da alcuni nativi, che Idazio considerava traditori. Da quel momento Lugo divenne un centro importante per gli Svevi, e fu usata come capitale da Rechimundo.
Nel sud Fromaro succedette a Maldra e alla sua fazione, ma il suo decesso nel 464 chiuse un periodo di instabilità politica nel regno svevo e di conflitti permanenti con le popolazioni locali.

### Re Remismondo

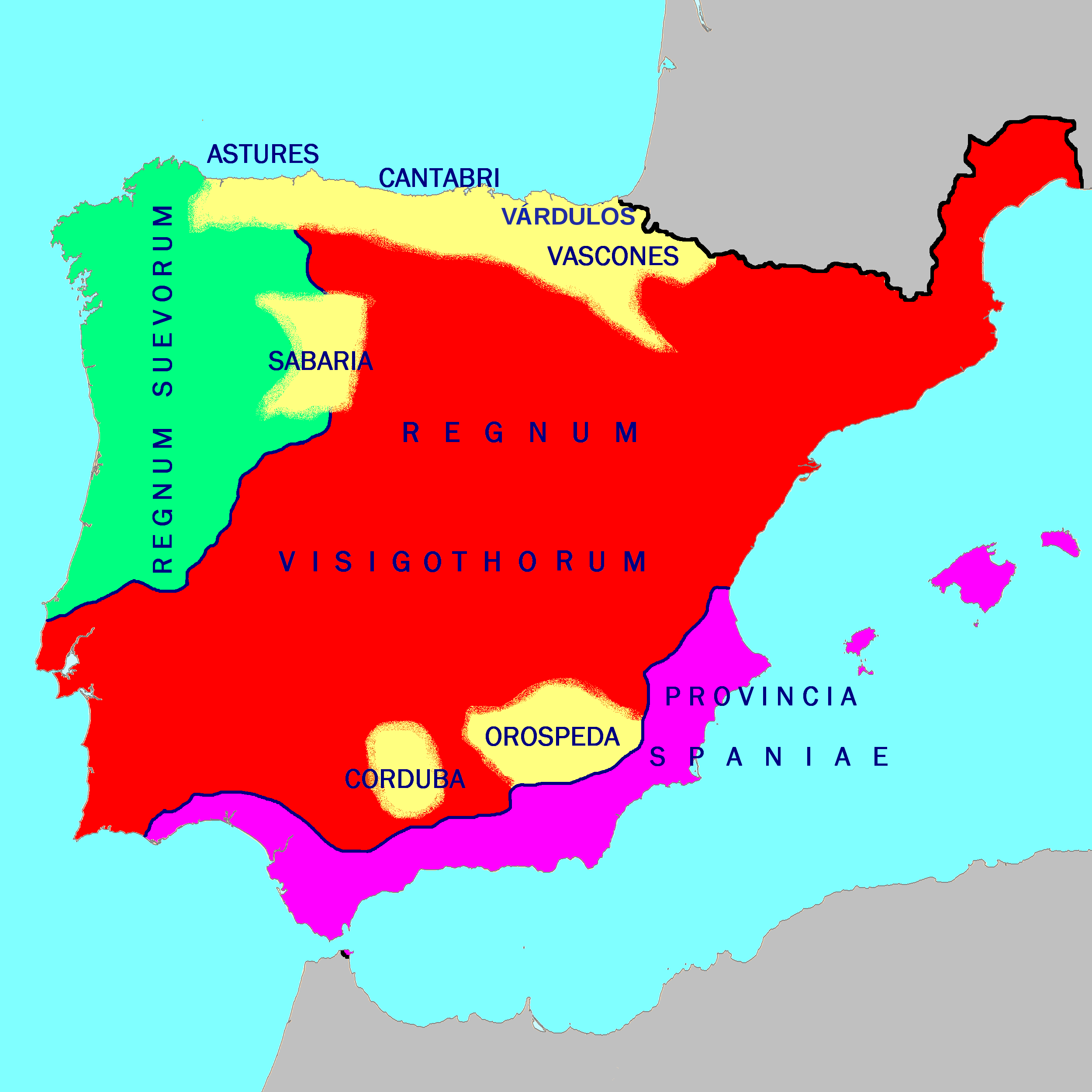
La Galizia sveva, la Spagna visigota e la Spagna bizantina, c. 560

Nel 464, Remismondo, un ambasciatore che aveva viaggiato tra la Galizia e la Gallia in diverse occasioni, divenne re. Remismondo fu in grado di unire le fazioni degli Svevi sotto il suo dominio, e riuscì allo stesso tempo a restaurare la pace. Fu inoltre riconosciuto da Teodorico, che gli inviò doni e armi insieme a una moglie. Sotto il regno di Remismondo, gli Svevi tornarono a devastare i territori confinanti, come la Lusitania e il Convento Asturicense, oltre a combattere contro tribù della Galizia come gli Aunonensi, che si erano rifiutati di sottomettersi a Remismondo. Nel 468 riuscirono a distruggere parte delle mura di Conimbriga, in Lusitania, che fu saccheggiata e in seguito per lo più abbandonata dopo la fuga o la riduzione in schiavitù degli abitanti. L'anno successivo riuscirono nell'impresa di espugnare Lisbona, per la resa del comandante locale, Lusidione. Costui sarebbe poi diventato ambasciatore degli Svevi presso l'Imperatore. La fine della Cronaca di Idazio, che si conclude con la narrazione degli avvenimenti del 468, e l'assenza di altre fonti, non consentono di conoscere il futuro fato di Remismondo.
I Suebi rimasero per la maggior parte pagani e priscillianisti fino all'arrivo di un missionario ariano di nome Ajax, inviato dal re visigoto Teodorico II dietro richiesta del re suebo Remismondo nel 466. Ajax li convertì istituendo una chiesa ariana che prese il controllo della popolazione fino alla conversione al cattolicesimo avvenuta intorno al 560.

## Periodo ariano
Poco è noto del periodo tra il 470 e 550, a parte la testimonianza di Isidoro di Siviglia, che nel VII secolo scrisse che molti re si succedettero nel corso di quel periodo, tutti ariani. Un documento medievale noto come Divisio Wambae menziona un re di nome Teodemundo, altrimenti ignoto. Altre cronache molto posteriori e meno attendibili menzionano i regni dei re Ermenerico II, Rechila II e Rechiaro II.
Più attendibile è la testimonianza di un'iscrizione in pietra rinvenuta in Portogallo, attestante la fondazione di una chiesa ad opera di una suora, nel 535, sotto il regno di un certo Veremundo, come attesta l'iscrizione indirizzata al serenissimo re Veremundo, anche se questa iscrizione è stata anche attribuita al re Bermudo II di León. Inoltre, grazie a una lettera inviata da Papa Vigilio al vescovo Profuturo di Braga nel 540 circa, è noto che un certo numero di Cattolici si era convertito all'Arianesimo, e che alcune chiese cattoliche erano state demolite in passato in circostanze non meglio specificate.

## Conversione al cattolicesimo

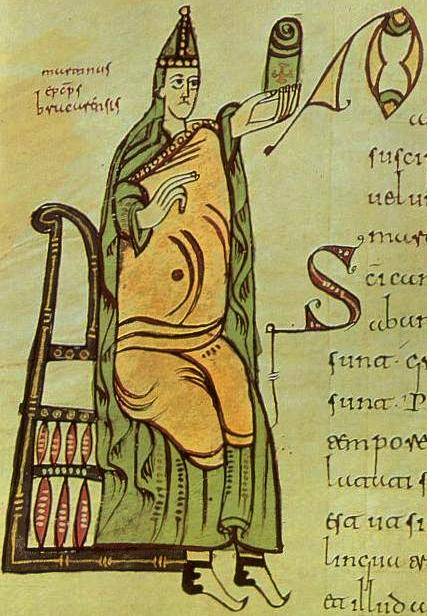
Immagine di Martino di Braga, (c.510 - 580). Codex Vigilanus o Albeldensis, Escurial library

La conversione dei Suebi al cattolicesimo viene presentata in modi molto differenti dalle diverse fonti primarie. La sola fonte contemporanea, le minute del primo Concilio di Braga (avvenuto il 1º maggio 561) dice esplicitamente che il sinodo venne tenuto per ordine di un re chiamato Ariamiro. Mentre si è certi del fatto che egli fosse cattolico, viene contestata l'idea che si trattasse del primo monarca suebo cattolico dopo Rechiaro, per il fatto che non viene mai detto esplicitamente che lo sia stato. Fu comunque il primo ad indire un sinodo cattolico. L'Historia Suevorum di Isidoro di Siviglia sostiene che un re di nome Teodemaro fece convertire il proprio popolo dall'arianesimo grazie all'aiuto del missionario Martino di Bracara. Secondo lo storico Franco Gregorio di Tours, d'altra parte, un altro re, non attestato da altre fonti, di nome Carriarico, avendo sentito parlare di Martino di Tours, promise di accettare il credo del santo solo se il proprio figlio fosse stato curato dalla lebbra. Grazie all'intercessione di San Martino il figlio guarì; Carriarico e tutto il suo regno si convertirono alla fede nicena. Poiché l'arrivo delle reliquie di San Martino di Tours e la conversione di Carriarico vengono fatte coincidere nella narrazione con l'arrivo di Martino di Braga, nel 550 circa, questa leggenda è stata interpretata come allegoria dell'attività pastorale di San Martino di Braga, e della sua devozione a San Martino di Tours. Infine, la conversione dei Suebi viene ascritta non ad un Suebo, ma ad un Visigoto da Giovanni di Biclaro, il quale collega la loro conversione a quella dei Goti, occorsa sotto al regno di Recaredo I nel 587-589.
Numerosi studiosi hanno tentato a conciliare queste versioni contrastanti dei fatti. È stato ipotizzato che Carriarico e Teodemiro possano essere stati successori di Ariamiro, visto che Ariamiro fu il primo monarca suebo ad intercedere per un sinodo cattolico; secondo questa tesi, Isidoro avrebbe interpretato in maniera errata la cronologia. Reinhart suggerì che Carriarico venne convertito per primo grazie alle reliquie di San Martino, e che Teodomiro si convertì in seguito per la predicazione di Martino di Dumio.

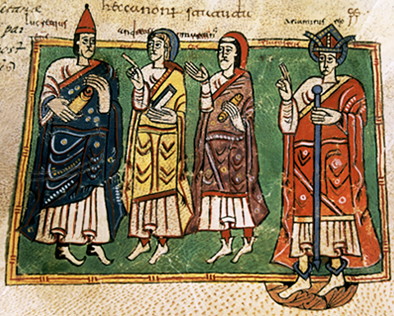
Re Ariamiro con i vescovi Lucrezio, Andrea, e Martino, durante il primo Councilio di Braga. Codex Vigilanus o Albeldensis, Escurial library

Dahn sostenne la tesi che Carriarico e Teodomiro fossero da identificare con la stessa persona, congetturando che quest'ultimo fu il nome assunto dopo il battesimo. È stato anche ipotizzato che Teodemiro ed Ariamiro fossero la stessa persona, figlio a sua volta di Carriarico. Secondo l'opinione di qualche storico, Carriarico non è che un errore di Gregorio di Tours, una persona mai esistita. Se, come dice Gregorio di Tours, Martino di Dumio morì attorno al 580, e fu vescovo per circa trent'anni, allora la conversione di Carriarico deve essere avvenuta attorno al 550, non più tardi. Infine, Ferreiro sostiene che la conversione dei Suebi fu progressiva, e che la conversione pubblica di Carriarico venne seguita solo da un sinodo cattolico durante il regno del successore, che potrebbe essere stato Ariamiro; Teodemiro fu responsabile dell'inizio della persecuzione degli ariani durante il suo regno, con l'obbiettivo di sradicare la loro eresia.

## Caduta del regno

### Britoni

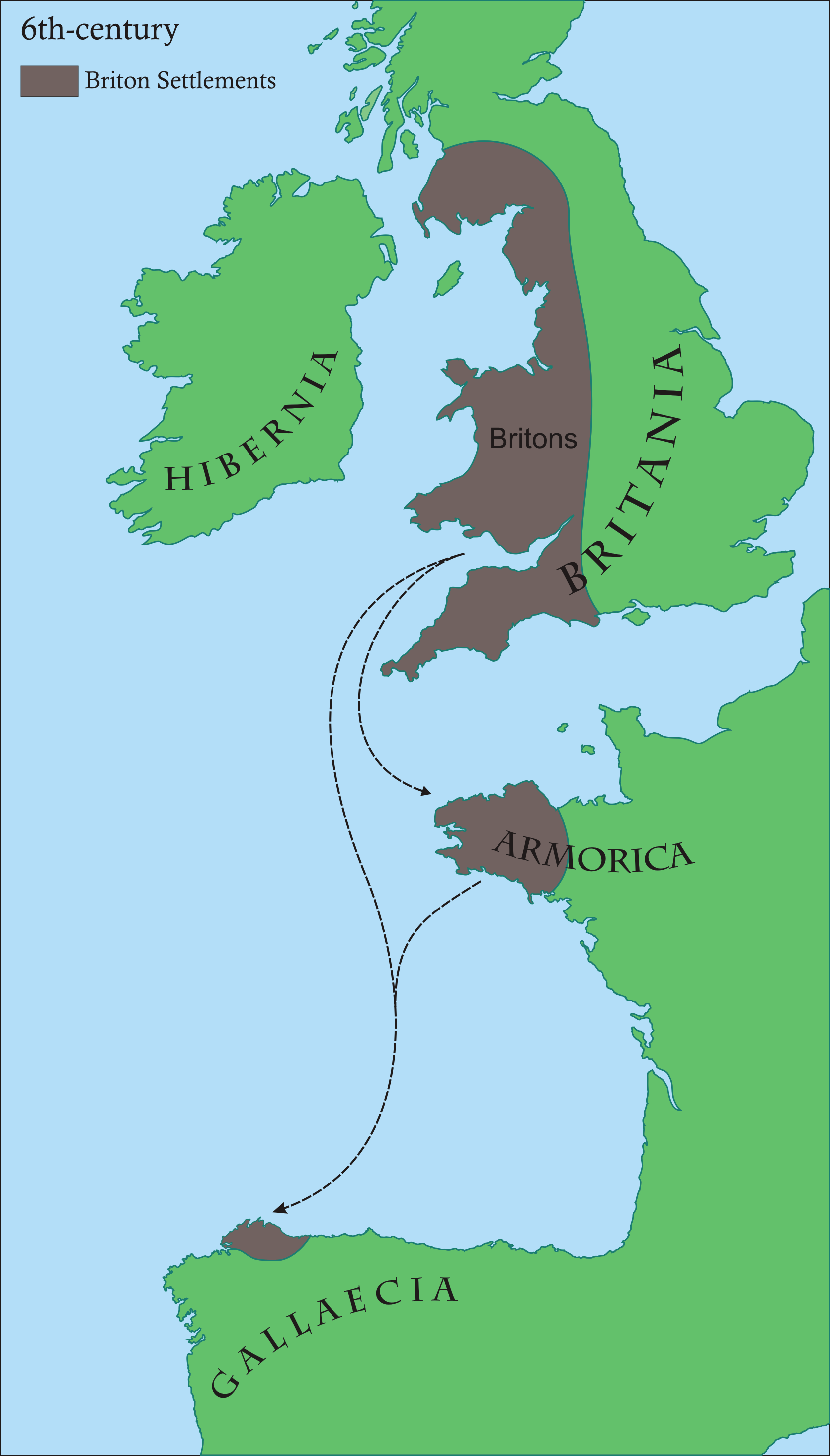
Mappa di insediamenti britoni nel VI secolo.

Verso la fine del V secolo e gli inizi del VI secolo, un gruppo di Romano-Britanni in fuga dagli Anglo-Sassoni si insediarono nel nord del Regno di Galizia svevo, in terre che conseguentemente acquisirono il nome di Britonia. Molto di quello che è noto di questo insediamento proviene da fonti ecclesiastiche; gli atti del secondo concilio di Braga del 572 attesta una diocesi denominata la Britonensis ecclesia ("Chiesa brettone") e una sede episcopale denominata sedes Britonarum ("Sede dei Brettoni"), mentre il documento amministrativo ed ecclesiastico noto come Divisio Theodemiri o Parochiale suevorum, attribuisce loro le loro proprie chiese e il monastero Maximi, probabilmente da identificare con il monastero di Santa Maria de Bretoña. Il vescovo rappresentante questa diocesi al II Concilio di Braga portava il nome brettonico di Mailoc. La sede continuò ad essere rappresentata in numerosi concili ancora nel VII secolo.

### Re Ariamiro e re Teodemaro

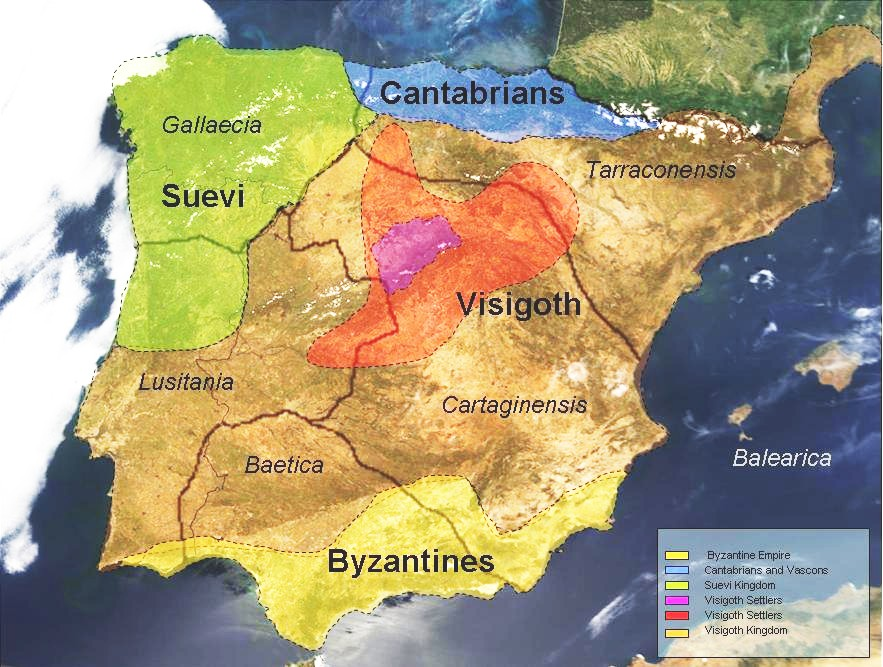
Il Regno suebo a metà del VI secolo, al culmine della sua espansione

Il 1º maggio 561 re Ariamiro, nel corso del suo terzo anno di regno, convocò il primo concilio di Braga, nel quale venne menzionato come il gloriosissimo re Ariamiro negli atti. Il primo concilio cattolico tenutosi nel Regno, fu quasi interamente devoto alla condanna del priscillianesimo, non facendo alcuna menzione all'arianesimo, e rimproverando solo una volta gli esponenti del clero per adornare i loro vestiti e per l'uso del granos, parola germanica indicante barba lunga, mustacchi, o un nodo suebo, costume dichiarato pagano. Degli otto vescovi assistenti solo uno portava un nome germanico, il vescovo Ilderico.
Successivamente, il 1º gennaio 569, il successore di Ariamiro, Teodemaro, convocò un concilio a Lugo, che riguardava l'organizzazione amministrativa ed ecclesiastica del Regno. Su sua richiesta, il regno di Galizia fu diviso in due province o sinodi, sotto la giurisdizione dei vescovi metropolitani di Braga e Lugo, e in tredici sedi episcopali, alcune delle quali nuove, per le quali nuovi vescovi vennero ordinati, altre vecchie: Iria Flavia, Britonia, Astorga, Ourense e Tui, al nord, sotto la giurisdizione di Lugo; e Dume, Porto, Viseu, Lamego, Coimbra e Idanha-a-Velha al sud, dipendente da Braga. Ogni sede era ulteriormente divisa in territori più piccoli, denominati ecclesiae e pagi. L'elezione di Lugo come diocesi metropolitana del nord era dovuta alla sua situazione centrale in relazione alle sue sedi dipendenti, come anche a causa del consistente numero di Svevi nella città.

### Re Miro

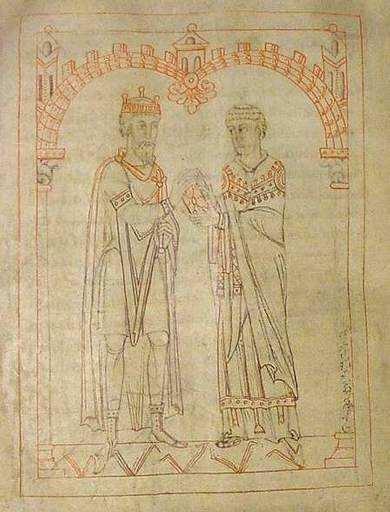
Miro, re di Galizia, e San Martino di Braga, da un manoscritto del 1145 della Formula Vitae Honestae di Martino, ora nella Austrian National Library. L'opera di Martino era originariamente indirizzata al re Miro: "Al re Miro, gloriosissimo e calmissimo, pio, distintosi per la sua fede cattolica"

Secondo Giovanni di Biclaro, nel 570 Miro succedette a Teodemaro come re degli Svevi. Durante il suo regno, il regno svevo subì continui attacchi ad opera dei Visigoti che, sotto il loro re Leovigildo, stavano ricostruendo il loro regno, che si era ristretto venendo occupato in buona parte da stranieri in seguito alla loro sconfitta ad opera dei Franchi nella Battaglia di Vouillé.
Nel 572 Miro ordinò la celebrazione del Secondo Concilio di Braga, che fu presieduto dal pannone Martino di Braga, in quanto arcivescovo della capitale, anche se anche Nitige, egli stesso uno svevo oltre ad essere l'arcivescovo cattolico di Lugo, ebbe un ruolo importante negli atti in quanto metropolitano del nord. Martino era un uomo colto, lodato da Isidoro di Siviglia, Venanzio Fortunato e Gregorio di Tours, che giocò un ruolo fondamentale nella conversione degli Svevi al Cattolicesimo e nella promozione del rinascimento culturale e politico del regno. Negli atti del Concilio, Martino dichiarò l'unità e la purità della fede cattolica in Galizia e, per la prima volta, Ario fu discreditato. Si noti che, dei dodici vescovi assistenti, cinque erano Svevi (Nitigio di Lugo, Wittimer di Ourense, Anila di Tui, Remisol di Viseu, Adorico di Idanha-a-Velha), e uno di essi era Brettone, Mailoc.
In quello stesso anno, nel 572, Miro condusse una spedizione contro i Runconi. Questo movimento ebbe luogo in un momento in cui il re visigoto Leovigildo stava conducendo vittoriose campagne militari nel sud: aveva recuperato per i Visigoti le città di Cordova e Medina-Sidonia, e aveva condotto un'invasione vittoriosa della regione della città di Malaga. Ma a partire dal 573 le sue campagne si avvicinarono sempre di più ai territori svevi, prima occupando Sabaria, successivamente i monti Aregensi e la Cantabria, dove espulse alcuni invasori. Infine, nel 576, invase la Galizia stessa violando le frontiere del regno, ma Miro inviò ambasciatori e ottenne da Leovigildo una tregua temporanea. Fu probabilmente in quello stesso periodo che gli Svevi inviarono anche alcuni ambasciatori al re franco Gontrano, che furono tuttavia intercettati da Chilperico I nei pressi di Poitiers, per essere poi imprigionati per un anno, come attestato da Gregorio di Tours.
Successivamente, nel 579, il figlio di Leovigildo, il principe Ermenegildo, si rivoltò al padre, proclamandosi re. Egli, mentre risiedeva a Siviglia, si era convertito al Cattolicesimo sotto l'influenza di sua moglie, la principessa franca Ingonda, e di Leandro di Siviglia, in aperta opposizione all'arianesimo di suo padre. Ma fu solo nel 582 che Leovigildo raccolse le sue truppe per attaccare il figlio: in un primo momento, si impadronì di Mérida; successivamente, nel 583, marciò verso Siviglia. Ormai assediato, il successo della rivolta di Ermenegildo dipendeva dal sostegno offerto dall'Impero romano d'Oriente, che controllava la maggior parte delle regioni costiere meridionali della Spagna fin dai tempi di Giustiniano I, e dagli Svevi. In quello stesso anno Miro, re dei Galiziani, marciò verso sud alla testa della sua armata, con l'intenzione di intervenire in soccorso della città assediata, ma, mentre si era accampato, si trovò egli stesso assediato da Leovigildo, e fu pertanto costretto a firmare un trattato di fedeltà al re visigoto. Dopo aver scambiato doni, Miro ritornò in Galizia, dove si ammalò alcuni giorni dopo, perendo qualche tempo dopo, a causa “delle cattive acque della Spagna” secondo Gregorio di Tours. La rivolta di Ermenegildo terminò nel 584, in quanto Leovigildo corruppe i Bizantini con 30.000 solidi privando suo figlio del loro sostegno.

### Ultimi re

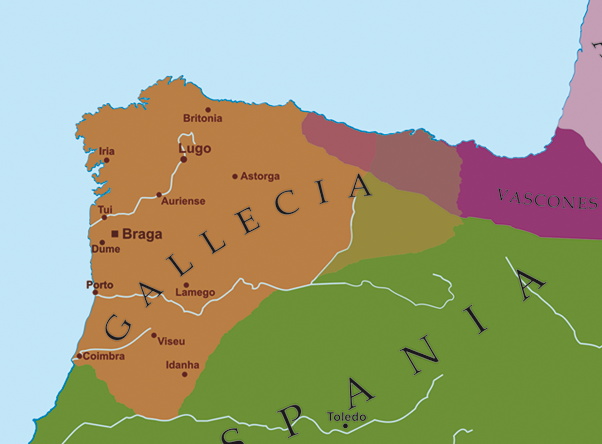
Il Regno svevo di Galizia, nel VI secolo

Spentosi Miro, suo figlio Eburico divenne re, ma sembra non prima di aver inviato messaggi di stima e di amicizia a Leovigildo. Dopo nemmeno un anno suo cognato Audeca, con il supporto dell'esercito, ottenne il potere, rinchiudendo Eburico in un monastero e ordinandolo prete, in modo da impedirgli di riottenere il trono. Audeca sposò successivamente Sisegunzia, la vedova di re Miro, e si proclamò re. Questa usurpazione e l'amicizia garantita a Eborico fornì a Leovigildo il pretesto per conquistare il regno confinante. Nel 585 Leovigildo dichiarò guerra agli Svevi, invadendo la Galizia. Secondo Giovanni di Biclaro: “Re Leovigildo devasta la Galizia e priva Audeca della totalità del Regno; la nazione degli Svevi, il loro tesoro e la terra nativa sono sottomessi al suo potere e trasformati in provincia dei Goti.” Nel corso della campagna, i Franchi di re Guntram attaccarono la Septimania, probabilmente nel tentativo di assistere gli Svevi, al contempo inviando navi in Galizia che vennero comunque intercettate dalle truppe di Leovigildo, che catturò gli equipaggi, che furono o uccisi o ridotti in schiavitù. E fu così che il regno svevo fu sottomesso dai Goti e trasformato in una delle tre regioni amministrative del regno visigoto, ovvero Galizia, Spagna e Galia Narboniense. Audeca, catturato, fu dapprima ordinato prete, poi inviato in esilio a Beja, nella Lusitania meridionale.
In quello stesso anno, nel 585, un certo Malarico si rivoltò contro i Goti rivendicando il trono svevo, ma fu sconfitto e catturato dai generali di Leovigildo, che lo condussero in catene al re visigoto.

### Annessione
Dopo la conquista, il re Leovigildo reintrodusse la chiesa ariana presso gli Svevi, ma essa fu una istituzione destinata a durare poco, in quanto il suo successore Recaredo, succeduto al padre nel 586, promosse apertamente la conversione in massa dei Visigoti e degli Svevi al Cattolicesimo. I piani di Recaredo vennero in ogni modo contrastati da un gruppo di cospiratori ariani; il loro capo, Segga, fu inviato in esilio a Galizia, dopo che le sue mani vennero amputate. La conversione culminò durante il Terzo Concilio di Toledo, che contava sull'assistenza di settantadue vescovi dalla Spagna, Gallia e Galizia. Quivi otto vescovi abiurarono della propria fede ariana, e tra questi vi erano quattro Svevi: Beccila di Lugo, Gardingo di Tui, Argiovitto di Porto, e Sunnila di Viseu. La conversione in massa fu celebrata da re Reccaredo: “Non solo la conversione dei Goti è trovata tra i favori che abbiamo ricevuto, ma anche l'infinita multitudine degli Svevi, che con il sostegno divino abbiamo sottomesso al nostro regno. Anche se condotti all'eresia per colpa esterna, con la nostra diligenza li abbiamo condotti alle origini della verità”. Fu definito “Re dei Visigoti e degli Svevi” in una lettera inviatagli da Papa Gregorio Magno qualche tempo dopo.
Sotto i Goti, l'apparato amministrativo del regno svevo fu inizialmente mantenuto —molti dei distretti svevi fondati durante il regno di Teodemaro erano anche noti come tarde zecche visigote— ma nel corso degli anni centrali del VII secolo una riforma amministrativa ed ecclesiastica portò alla sparizione di molte di queste zecche, ad eccezione di quelle delle città di Lugo, Tui, e Braga. Anche i vescovati lusitani settentrionali di Lamego, Viseu, Coimbra e Idanha-a-Velha, in terre che erano state annesse alla Galizia nel V secolo, tornarono sotto la giurisdizione di Mérida. È stato anche notato che nessuna evidente immigrazione gota in Galizia ebbe luogo nel corso del VI e del VII secolo.
L'ultima menzione degli Svevi come popolazione separata risale a una glossa del X secolo in un codice spagnolo: “hanc arbor romani pruni vocant, spani nixum, uuandali et goti et suebi et celtiberi ceruleum dicunt” ("Questo albero è chiamato pruni dai Romani; nixum dagli Ispanici; i Vandali, gli Svevi, i Goti, e i Celtiberi lo chiamano ceruleum"), ma in questo contesto Suebi significava probabilmente semplicemente Galiziani.

## Elenco dei re del regno suebo di Galizia
- Ermerico, ca. 409-438
- Ermigario, 427-429, leader in Lusitania
- Rechila, 438-448
- Rechiaro, 448-456
- Aiulfo, 456-457, straniero, possibile inviato dei Visigoti
- Maldraso, 456-460, in opposizione a Framta dopo il 457
- Framta, 457, in opposizione a Maldraso
- Ricimondo, 457-464, successore di Framta
- Fromaro, 460-464, successore di Maldraso
- Remismondo, 464-469, successore di Fromaro, riunì i Suebi
- Periodo di oscurità
  - Ermenerico ca. 485
  - Veremondo 535
  - Teodemondo VI secolo
- Carriarico, dopo ca. 550-558/559, esistenza a volte dubbia
- Ariamiro, 558/559-561/566
- Teodemaro, 561/566-570
- Miro, 570-583
- Eborico, 583-584, deposto e messo in monastero da Andeca
- Andeca, 584-585, deposto e messo in monastero da Leovigildo
- Malarico, 585, si oppose a Leovigildo e venne sconfitto

## Fonti e controversie

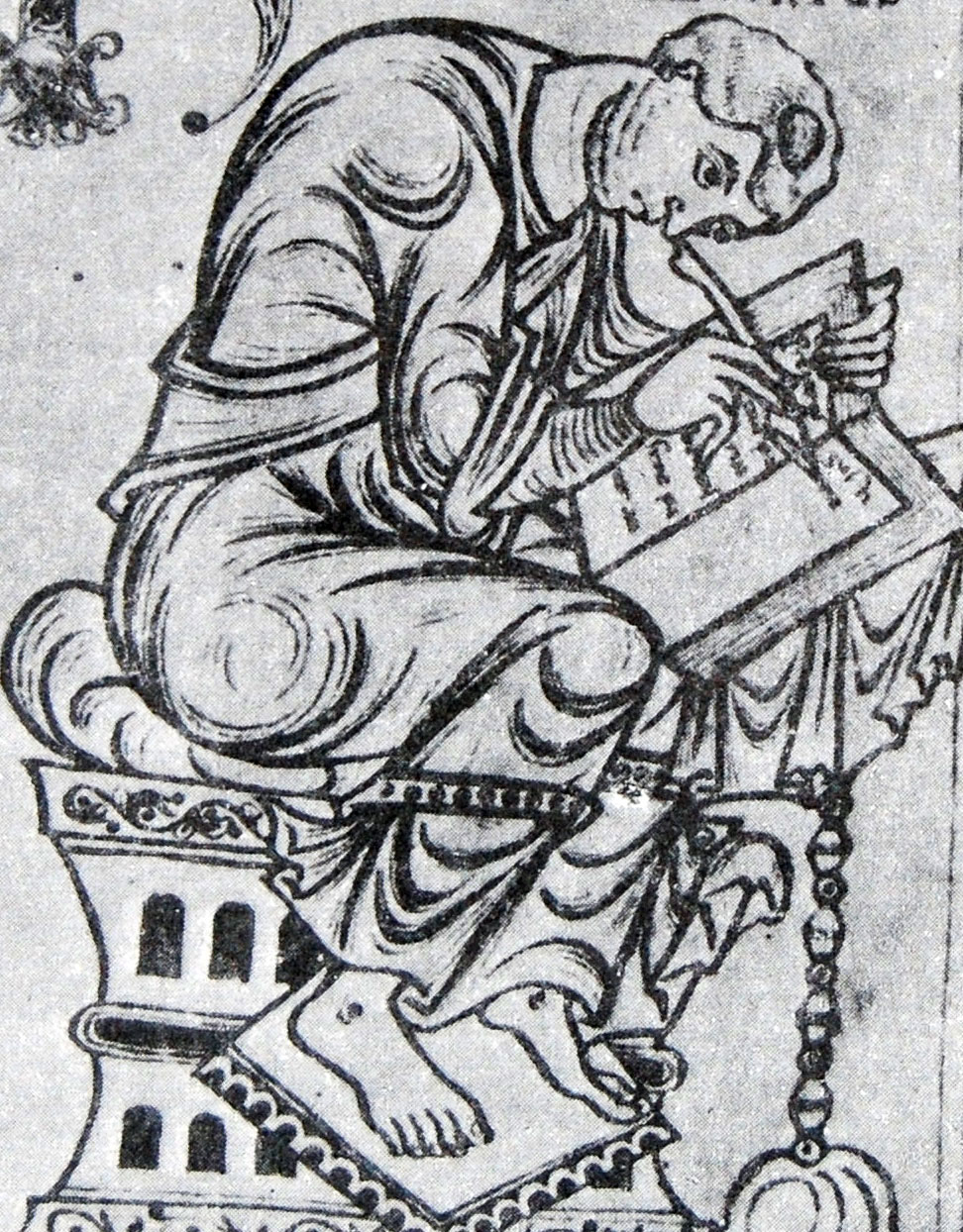
Paolo Orosio, che visse in Galizia al momento dell'invasione degli Svevi, è una delle principali fonti contemporanee per la fondazione del regno svevo. Miniatura medievale dal codice Saint-Epure.

A differenza di altri popoli barbari, come Vandali, Visigoti, Ostrogoti e Unni, che giocarono un importante ruolo nella perdita da parte di Roma delle sue province occidentali, gli Svevi —stabilendosi in Galizia e in Lusitania settentrionale, regioni remote dell'Impero— raramente furono una minaccia per Roma o agli interessi di Roma; essi divennero una minaccia solo per breve periodo, durante il regno di Rechila. Inoltre, nel corso della loro storia come nazione indipendente, gli Svevi intrattennero importanti contatti diplomatici, soprattutto con Roma, i Vandali, i Visigoti, e, successivamente, con i Franchi. Di nuovo, acquisirono rilevanza nel corso del regno di Miro, nell'ultimo terzo del VI secolo, quando si coalizzarono con altre potenze cattoliche —i Franchi e i Romani d'Oriente— in supporto di Ermenegildo, e contro il re visigoto Leovigildo. Tuttavia, a causa del loro relativo isolamento e alla regione remota in cui risiedevano, le fonti sugli Svevi sono molto limitate.
La fonte più importante per la storia degli Svevi durante il V secolo è la cronaca scritta dal vescovo nativo Idazio nel 470, come continuazione della Cronaca di Girolamo. Idazio era nato intorno al 400 circa, nella città di Limici, ai confini meridionali dell'odierna Galizia, nella valle del fiume Limia. Fu testimone oculare dell'insediamento del 409 degli Svevi nella penisola iberica, e del passaggio della Galizia da provincia romana a regno romano-barbarico indipendente. Anche se per buona parte della sua vita fu costretto a rimanere in isolate comunità romane, costantemente minacciate dagli Svevi e dai Vandali, è noto che viaggiò in alcune occasioni come ambasciatore in altre regioni dell'Impero, e che mantenne una corrispondenza con altri vescovi. Nel 460 fu catturato dallo svevo Frumario, accusato di tradimento da altri uomini locali. Dopo essere stato tenuto prigioniero per tre mesi, mentre gli Svevi saccheggiavano la regione di Chaves, fu liberato contro la volontà di coloro che lo avevano accusato. La cronaca di Idazio, anche se scritta con l'intento di essere una cronaca universale, lentamente si trasforma in storia locale. In seguito agli insediamenti barbarici, essa narra i conflitti tra le diverse nazioni; successivamente, narra anche i conflitti frequenti tra gli Svevi e i nativi della Galizia; il declino dell'Impero romano in Hispania; l'espansione degli Svevi a sud e a est; la loro sconfitta ad opera dei Visigoti e di altri foederati; e la ricostruzione posteriore del loro regno sotto Remismondo, insieme alla loro conversione all'Arianesimo. Anche se è considerato un grande storico, le sue descrizioni sono in genere oscure, in quanto non attribuisce nessuna ragione concreta per le decisioni o i movimenti degli Svevi: in genere menzionava gli atti degli Svevi, ma non le motivazioni del loro agire. L'immagine degli Svevi fornita da Idazio è quella di invasori e predoni fuorilegge. Questa descrizione degli Svevi ha influenzato fonti secondarie: E.A. Thomson, un esperto in materia, affermò che invadevano “ogni posto che essi sospettavano li avrebbe forniti di cibo, oggetti di valore o denaro”.
Altra importante fonte per la storia degli Svevi durante la fase dell'insediamento iniziale è la Storia contro i Pagani in sette libri, di Orosio, altro storico locale. Fornisce un resoconto dell'insediamento di Svevi e Vandali meno catastrofico della versione di Idazio. Nella narrazione di Orosio, Svevi e Vandali, dopo una violenta irruzione nella penisola iberica, ripresero la loro vita pacifica di contadini e guardiani, mentre la popolazione povera locale si unì a loro, fuggendo dalle imposizioni e dalle tasse romane. Tuttavia, è stato notato anche che la sua narrazione non è obiettiva, ma è influenzata dal suo intento apologetico di difendere il Cristianesimo dalle accuse mosse dai Pagani di essere la causa della decadenza di Roma.

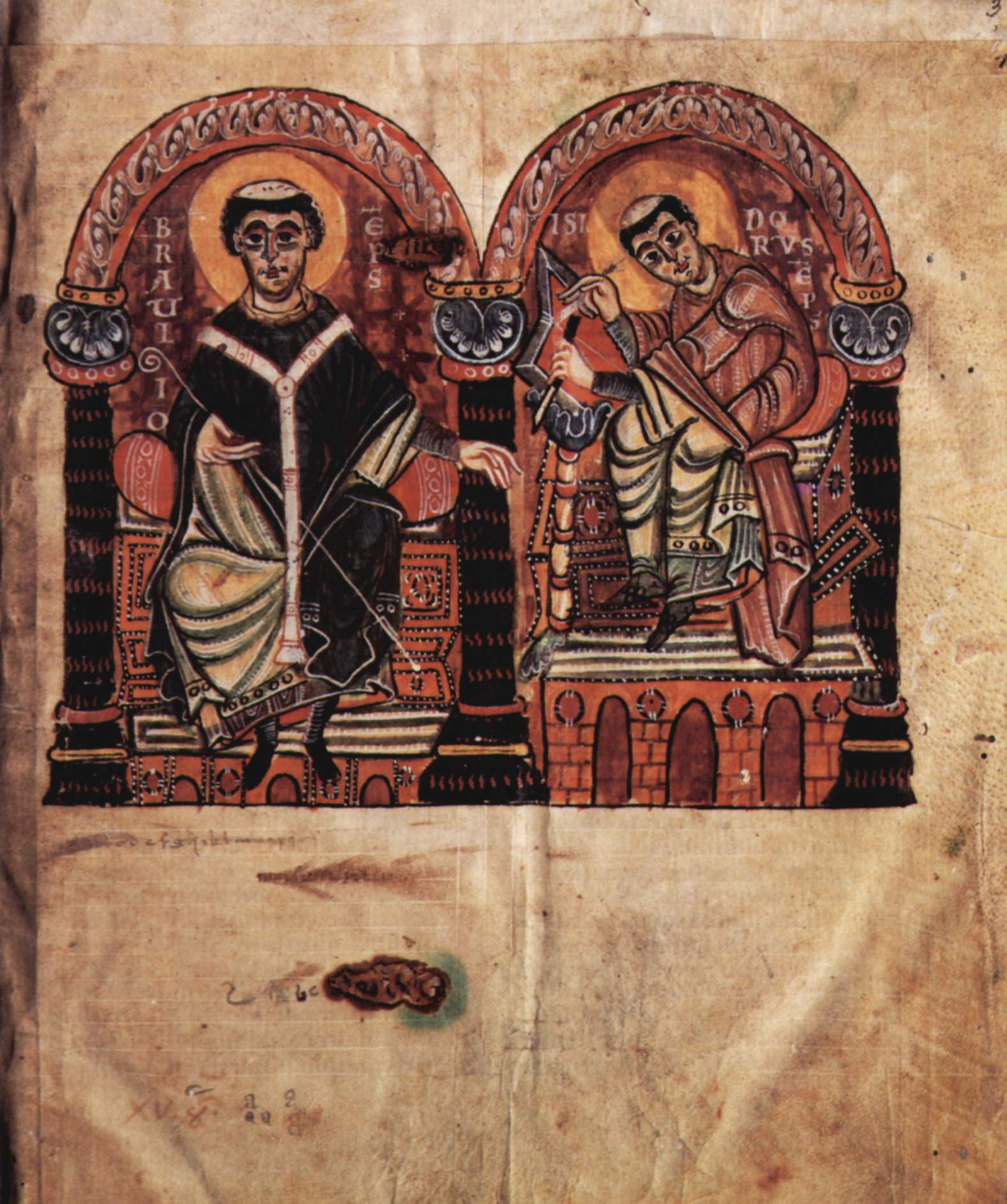
Isidoro di Siviglia (a destra) e Braulione di Saragozza (sinistra) in un manoscritto illustrato Ottoniano dalla seconda metà del X secolo

Il conflitto tra Vandali e Svevi è anche narrato da Gregorio di Tours, che nel VI secolo narrò il blocco, il decesso di Gunderico in circostanze non riferite, la risoluzione del conflitto in un duello tra i campioni, con i Vandali sconfitti costretti a lasciare la Galizia. Una versione diversa dei fatti è riferita da Procopio, che scrive che nelle tradizioni dei Vandali il re Gunderico fu catturato e ucciso da Germani in Spagna. Per la metà del V secolo altra fonte è il capitolo 44 della Getica di Giordane, che narra la sconfitta del re Rechiaro ad opera dei foederati Visigoti.
La fine della Cronaca di Idazio, nel 469, segna l'inizio di un periodo di oscurità nella storia degli Svevi, che non vengono menzionati nelle fonti storiche superstiti fino a metà del VI secolo. Tra le fonti del VI secolo sugli Svevi, le più rilevanti sono le opere del pannone Martino di Braga, a volte definito l'apostolo degli Svevi, oltre ai resoconti di Gregorio di Tours. Nei Miracoli di San Martino, Gregorio narrò, e attribuì a un miracolo di San Martino di Tours, la conversione di re Carriarico al Cattolicesimo, mentre nella Storia dei Franchi dedicò diversi capitoli alle relazioni tra Svevi, Visigoti e Franchi, e alla fine dell'indipendenza degli Svevi, annessi dai Visigoti nel 585. Dall'altra parte, Martino di Braga, un monaco che arrivò in Galizia nel 550 ca., rivoluzionò il regno svevo: come fondatore di monasteri e come vescovo e abate di Dume promosse la conversione degli Svevi, e successivamente come arcivescovo di Braga e massima autorità religiosa del regno prese parte alla riforma della Chiesa e dell'amministrazione locale. Alcune delle sue opere sono state preservate, tra cui una Formula for a Honest life dedicata a re Miro; si tratta di un trattato contro le superstizioni degli abitanti locali; ma scrisse anche altri trattati minori. Prese parte anche ai Concili di Braga, con le deliberazioni del secondo condotte da lui, in quanto arcivescovo della capitale, Braga. Gli atti di questi Concili, insieme alla Divisio Theodemiri, sono le fonti più preziose sulla vita politica e religiosa del regno.
Di particolare importanza è anche la cronaca scritta intorno al 590 circa da Giovanni di Biclaro, un Visigoto. Anche se probabilmente parziale, il suo resoconto è prezioso per la ricostruzione degli ultimi quindici anni di indipendenza degli Svevi.
Di grande interesse è anche una storia scritta da Isidoro di Siviglia. Egli usò come fonti le cronache di Idazio e di Giovanni di Biclaro, per redigere una storia epitomata degli Svevi in Hispania. La controversia maggiore sulla storiografia di Isidoro è centrata nelle sue aggiunte e omissioni, che molti studiosi ritengono troppo numerose per essere considerate meri errori. Nella Storia dei Re dei Goti, Vandali, e Svevi diversi dettagli da Idazio sono alterati. Molti studiosi attribuiscono queste alterazioni al fatto che Isidoro potrebbe aver avuto a sua disposizione altre fonti oltre a Idazio.
Si ritiene che la storia e la rilevanza della Galizia sveva è stata a lungo marginalizzata all'interno della Spagna, principalmente per ragioni politiche. Fu lasciato a uno studioso tedesco, Wilhem Reinhart, il compito di scrivere la prima storia connessa degli Svevi in Galizia.

## Eredità culturale

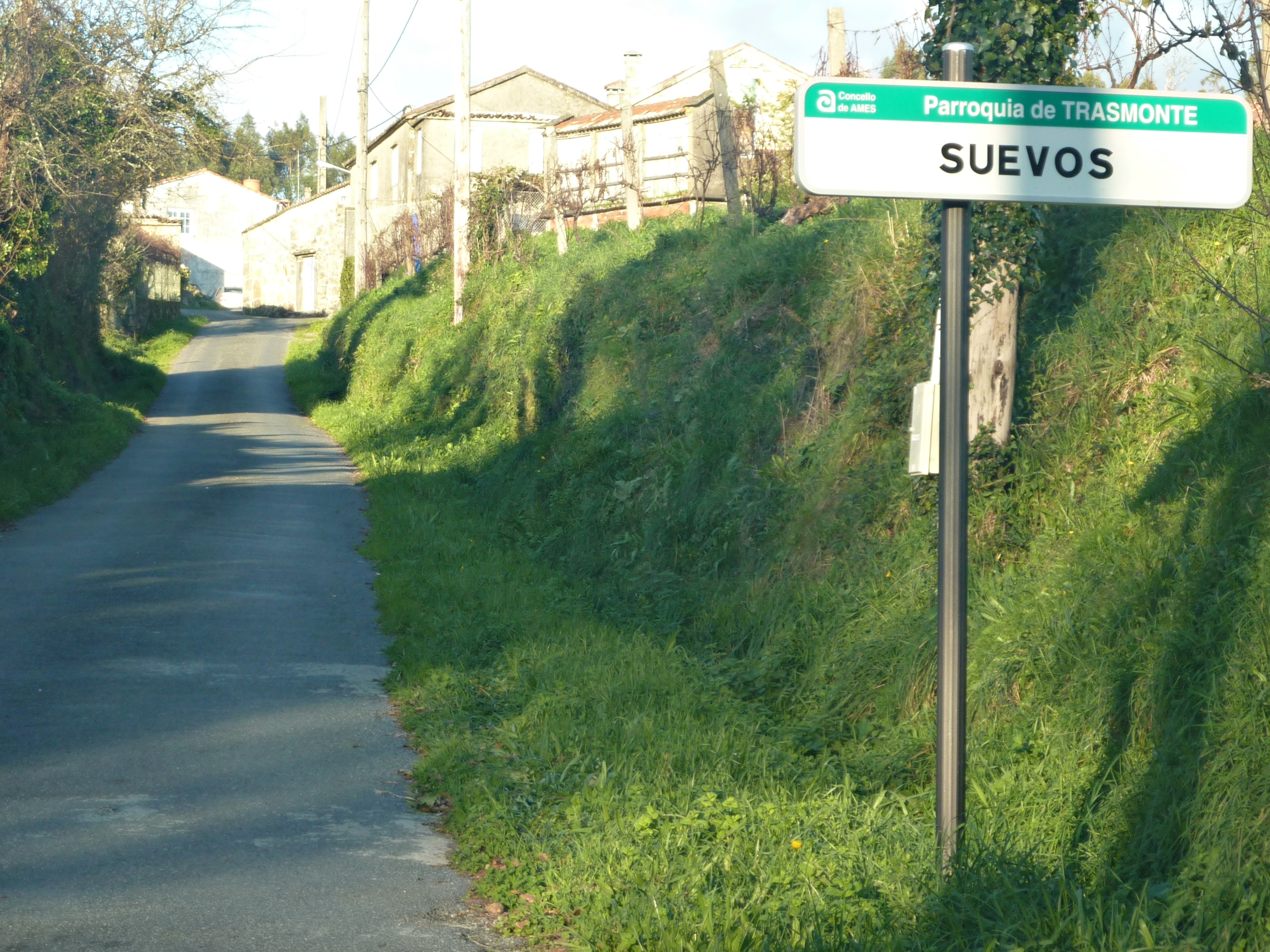
Segnale stradale nel villaggio di Suevos, A Coruña, Galizia

Poiché gli Svevi adottarono rapidamente la lingua latina volgare locale, poche tracce della loro originaria lingua germanica sono sopravvissute nelle odierne lingue galiziano e portoghese. Distinguere tra prestiti linguistici dal goto o dallo svevo è arduo, ma esistono diverse parole, caratteristiche della Galizia e del Portogallo settentrionale, la cui origine è stata attribuita agli Svevi o, in alternativa ai Goti, anche se nessuna importante immigrazione visigota in Galizia è nota prima dell'VIII secolo. Queste parole spesso sono di tipo rurale, relative ad animali, agricoltura, e vita nelle campagne: laverca 'allodola' (dal Proto-Germanico *laiwazikōn 'allodola'), meixengra 'cinciallegra' (la stessa parola proto-norrena meisingr 'cinciallegra', da *maisōn 'cinciallegra'), lobio o lóvio 'grappo di vino' (da *lauban 'fogliame'), britar 'rompere' (da *breutanan 'rompere'), escá 'bushel' (dall'antico scala 'arco', da *skēlō 'arco'), ouva 'elfo, spirito' (da *albaz 'elfo'), marco 'pietra di confine' (dal PGmc *markan 'frontiera, limite'), groba 'canale' (da *grōbō), maga 'viscere di pesce' e esmargar 'rompere' (dal PGmc *magōn 'stomaco'), bremar 'desiderare' (from PGmc *bremmanan 'ruggire'), trousa 'snowlide' (dal PGmc *dreusanan 'cadere'), brétema 'nebbia' (dal PGmc *breþmaz 'respiro, vapore'), gabar 'lodare', ornear 'ragliare', zapa 'coperchio', fita 'fiocco', sá 'origin, generation' (da PGmc *salaz 'sala, dimora'), tra gli altri.
Più degno di nota è il loro contributo ai toponimi e agli antroponimi locali, in quanto i nomi propri di persona utilizzati dagli Svevi furono in uso presso i Galiziani fino al Basso Medioevo, mentre i nomi germano-orientali in generale erano i nomi più comuni tra i locali nel corso dell'Alto Medioevo. Da questi nomi sono derivati diversi toponimi, soprattutto in Galizia e in Portogallo settentrionale, e consistono di alcune migliaia di nomi di luoghi derivate direttamente da nomi di persona germanici, espressi come genitivi latini o germanici: Sandiás, medievale Sindilanes, forma in genitivo in germanico del nome Sindila; Mondariz dalla forma genitiva latina Munderici di Munderico; Gondomar da Gundemari e Baltar da Baltarii, sia in Portogallo e Galizia; Guitiriz da Witterici. Un altro gruppo di toponimi che originano da antichi insediamenti germanici sono i luoghi chiamati Sa, Saa, Sas, in Galizia, o Sá in Portogallo, tutti derivanti dalla parola germanica *sal- 'casa', e distribuiti per lo più intorno a Braga e Porto in Portogallo, e nella valle del fiume Minho e intorno a Lugo in Galizia, per un totale di oltre cento toponimi.
Nella moderna Galizia, quattro parrocchie e sei città e villaggi sono ancora chiamati Suevos o Suegos, dalla forma medievale Suevos, tutti derivanti dal termine latino Sueuos o 'Sueves', e riferendosi agli antichi insediamenti di Svevi.